# Markus Walther

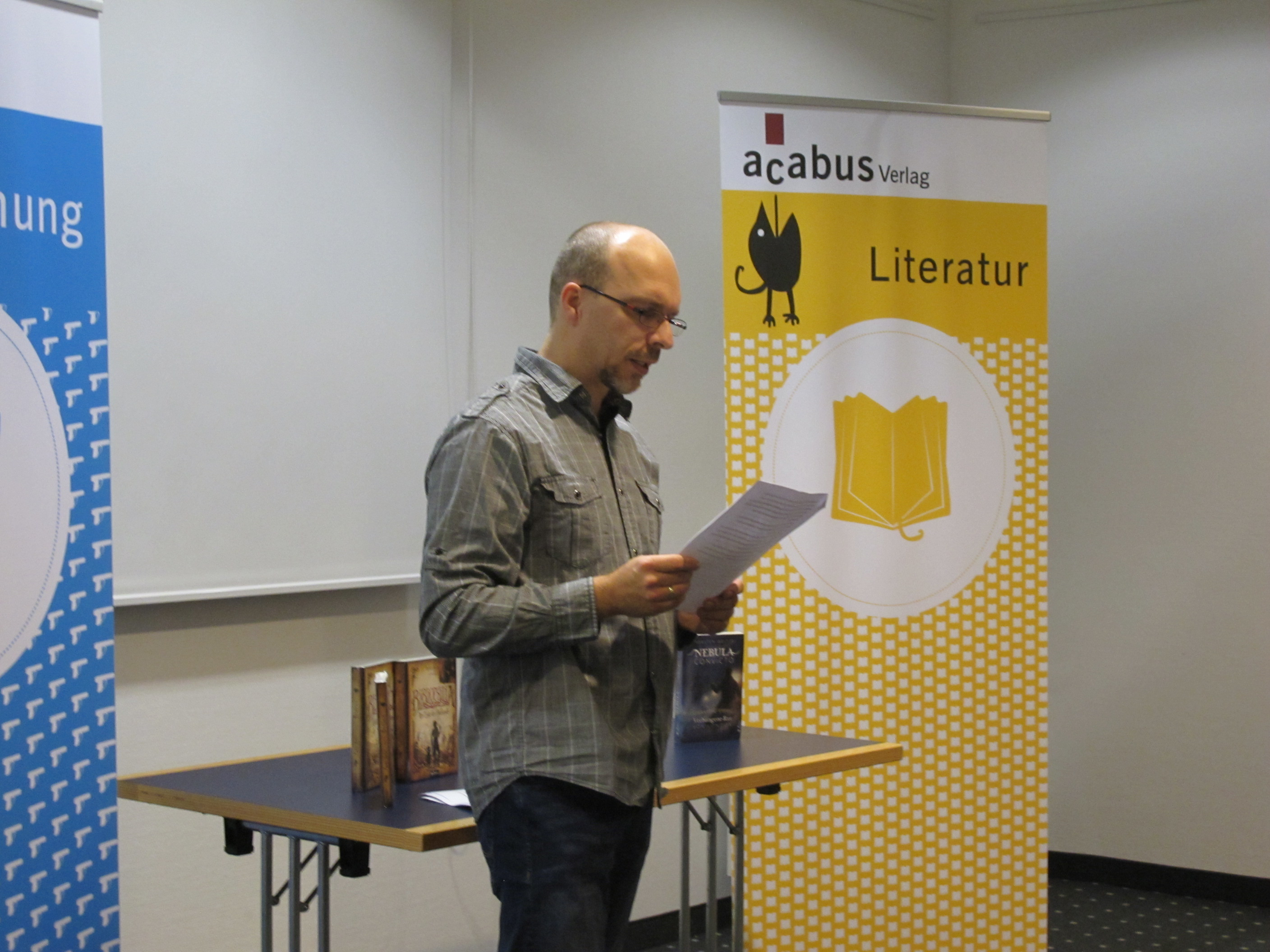
Markus Walther liest aus der Buchland-Trilogie auf der Frankfurter Buchmesse 2017

Markus Walther (* 1972 in Köln) ist ein deutscher Schriftsteller und Kalligraph.

## Leben
Markus Walther wurde 1972 geboren und wuchs in Köln auf. Nach seiner Schulzeit machte er eine Ausbildung zum Werbetechniker. 1998 machte er sich als Kalligraph selbstständig. Seit 2006 lebt er mit seiner Familie in Rösrath.
Markus Walther veröffentlichte bislang zirka dreihundert genreübergreifende Kurz- und Kürzestgeschichten, drei fantastische Romane und eine Kriminalkomödie.

## Auszeichnungen
Im Juni 2018 erreichte Markus Walther den dritten Platz in der Gattung Prosa beim ersten Kölsch-Literaturwettbewerbs vom Rösrather Kulturverein e.V. und der Dr. Jürgen Rembold Stiftung.

## Werke
- Gute und Bösenachtgeschichten, Persimplex Verlag, 2008
- Kleine Scheißhausgeschichten, Acabus Verlag, 2010
- Espressoprosa, Acabus-Verlag, 2012
- Engelskirchen – Ein literarischer Adventskalender, ratio-books, 2012
- Buchland, Acabus-Verlag, 2013
- Gute und Bösenachtgeschichten (erweiterte Neuauflage), Acabus Verlag, 2014
- Einige ungewöhnliche Geschenke, ratio-books, 2014
- Der Letzte beißt die Hunde, Acabus Verlag, 2014
- Beatrice – Rückkehr ins Buchland, Acabus Verlag, 2015
- Bibliophilia, Acabus-Verlag, 2017

## Presse
- „Bizarres in der Kürzestgeschichte“, Kölner Stadtanzeiger.[2]
- „Markus, der Schönschreiber von Köln“, Express.[3]